# Emilij Laszowski
Emilij Laszowski (* 1. April 1868 auf Brlog-Grad bei Kamanje; † 28. November 1949 in Zagreb) war ein jugoslawischer Historiker und Archivar.

## Leben
Laszowski war ein Spross der polnischstämmigen Adelsfamilie Laszowski, die auf Grund der Spielleidenschaft einiger Familienmitglieder sein Geburtshaus, das barocke Schloss Brlog-Grad an der Kupa bei Brlog Ozaljski (heute Teil der Gemeinde Kamanje), verkaufen musste. Er studierte zunächst Medizin in Graz, dann Jura an der Universität Zagreb, wo er 1893 sein Diplom erhielt. Ab 1891 war er am Staatsarchiv in Zagreb tätig, dessen Direktor er von 1928 bis 1935 war. Er war zudem ab 1907 erster Direktor des Stadtmuseums Zagreb und der Stadtbibliothek Zagreb, die auf seine Initiative hin im Jahre 1906 gegründet wurden.  Er war 1905 Mitbegründer der Gesellschaft „Brüder des Kroatischen Drachen“, dessen langjähriger Großmeister er wurde. Die Gesellschaft brachte ihm zu Ehren eine Gedenktafel am Tor seines Geburtshauses an.
Laszowski widmete sich sein Leben lang der kroatischen Geschichte und wird als einer ihrer wichtigsten Forscher und Bewahrer angesehen. Er veröffentlichte zahlreiche Studien und organisierte wichtige geschichtliche Ausstellungen, wie z. B. 1925 die kulturgeschichtliche Ausstellung der Stadt Zagreb, zur Feier des 1000-jährigen Jubiläums der Gründung des Königreichs Kroatien.

## Ehrungen
Am 18. Juni 1999 gab die kroatische Post in ihrer Serie „Eminente Kroaten“ eine 4-kn-Briefmarke „Emilij Laszowski (1868–1949)“ mit seinem Porträt heraus.